# Megaselia patellata
Megaselia patellata är en tvåvingeart som beskrevs av Rudolf Beyer 1966. Megaselia patellata ingår i släktet Megaselia och familjen puckelflugor. Inga underarter finns listade i Catalogue of Life.